# مهدی فردعلی‌نیا
مهدی فردعلی‌نیا بازیکن سابق فوتبال اهل ایران است. وی سابقه بازی در تیم‌های بوتان، دارایی، نفت تهران، راه‌آهن و تهران‌جوان را در کارنامه دارد.
فردعلی‌نیا همچین سابقه سه بازی ملی و سه گل ملی در برابر تیم ملی فوتبال بنگلادش و تیم ملی فوتبال نپال در جام قائد اعظم در سال ۱۹۸۲ در کارنامه دارد.